# Villiers-le-Mahieu
Villiers-le-Mahieu es una comuna francesa situada en el departamento de Yvelines, en la región de Isla de Francia.

## Demografía
| 205 | 209 | 260 | 569 | 601 | 615 | 840 |
| Para los censos de 1962 a 1999 la población legal corresponde a la población sin duplicidades (Fuente: INSEE [Consultar]) |     |     |     |     |     |     |